# Stenopogon bartonae
Stenopogon bartonae är en tvåvingeart som beskrevs av Wilcox 1971. Stenopogon bartonae ingår i släktet Stenopogon och familjen rovflugor.
Artens utbredningsområde är Kalifornien. Inga underarter finns listade i Catalogue of Life.